# Grensmaas Noord
Grensmaas Noord is een gedeelte van het gebied in de omgeving van Grevenbicht en Roosteren tussen de Maas en het Julianakanaal gelegen, op de grens van Zuid- en Midden-Limburg, dat betrokken is bij het project Grensmaas. Het betreft van zuid naar noord de projectlocaties Nattenhoven, Grevenbicht, Koeweide en Visserweert. Bij dit project, waarin onder meer de Danielsweerd betrokken wordt, komen historische domeinen en natuurwaarden in het geding. In de toekomst zullen in deze omgeving grootschalige ontgrindingen plaatsvinden.

## Grensmaas

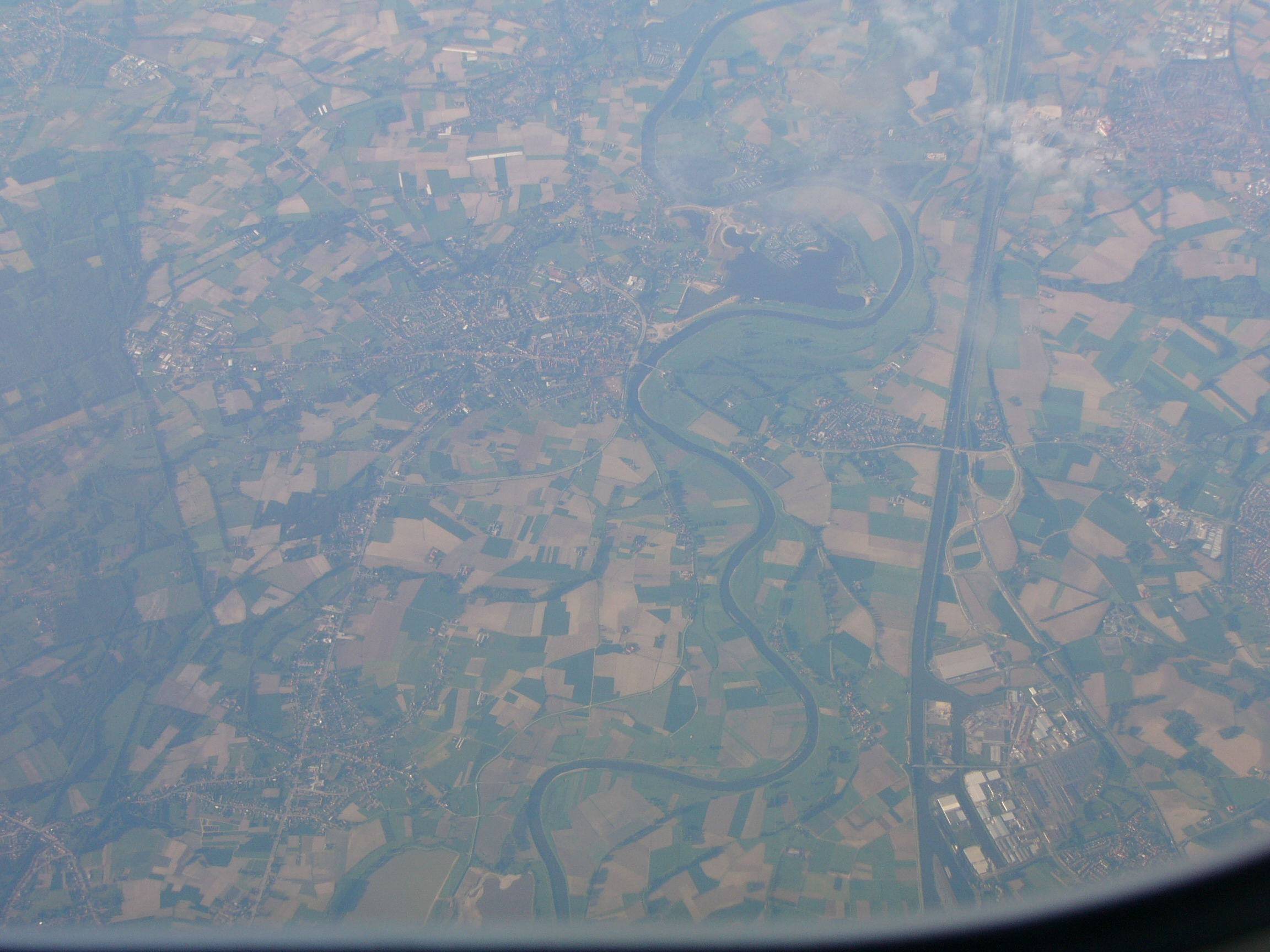
Kronkelende Grensmaas en kaarsrecht Julianakanaal nabij de Belgisch-Limburgse stad Maaseik. Linksonder het Belgische Elen. In de bocht die de Maas daar maakt (middenonder) liggen aan de rechterkant de Koeweide en iets noordelijk daarvan de Danielsweert.

De Grensmaas is het onbevaarbare deel van de Maas, dat ten noorden van Maastricht begint en stroomafwaarts loopt tot aan Roosteren. Rijkswaterstaat werkt in dit gebied aan de bescherming tegen hoogwater door de stroomgeul te verbreden en de uiterwaarden te verlagen. De rivier krijgt meer ruimte en dat zorgt bij hoogwater voor tot een meter lagere waterstanden.
Tegelijkertijd levert de verruiming van de rivier een meer afwisselend landschap op. Er ontstaan natte en droge stukken, waar meer plant- en diersoorten kunnen leven dan nu. De natuur krijgt in een gebied van ongeveer 1100 hectare vrij spel om zich te ontwikkelen.
Bij Grevenbicht zal in de Maasbocht een nevengeul gegraven worden, waardoor er een soort eiland ontstaat. Op dit eiland zal niet gegraven worden vanwege de ernstige bodemverontreiniging. Ten noorden van Grevenbicht, ter hoogte van de Koeweide, zal de Maas ook flink verbreed worden. Het is de bedoeling dat aan de oevers nieuwe natuurgebieden ontstaan.
De werkzaamheden aan de Grensmaas vinden gespreid plaats tussen 2012 en 2022.

## Grindwinning
Langs de Maas wordt van oudsher klei en grind gewonnen. Diverse lagere delen zijn in vroeger tijden volgespoeld met deze grondstoffen, aangevoerd door de Maas. Uit oude Romeinse bronnen blijkt dat de Maas oostelijk van Sittard direct aan het dorpje Tüddern (gemeente Selfkant) voorbijstroomde. Dit betekent dat de hele stad Sittard eigenlijk in de vroegere Maasbedding ligt. Hiervan getuigen ook kiezelafzettingen in de omgeving van Sittard.
Limburg is de nationale leverancier van grind. Die grondstof is nodig voor de bouw van wegen, woningen en bedrijven. Grind komt alleen in het zuidelijk stroomgebied van de Maas voor. Volgens een oude afspraak moet Limburg 35 miljoen ton grind leveren voor de nationale markt. Deze verplichting is ingebed in het project Grensmaas. Het verplaatsen van de grond langs de Maas om de rivier de ruimte te geven, betekent immers dat er grind vrijkomt. Met dat grind en zand wordt het hele project betaald.

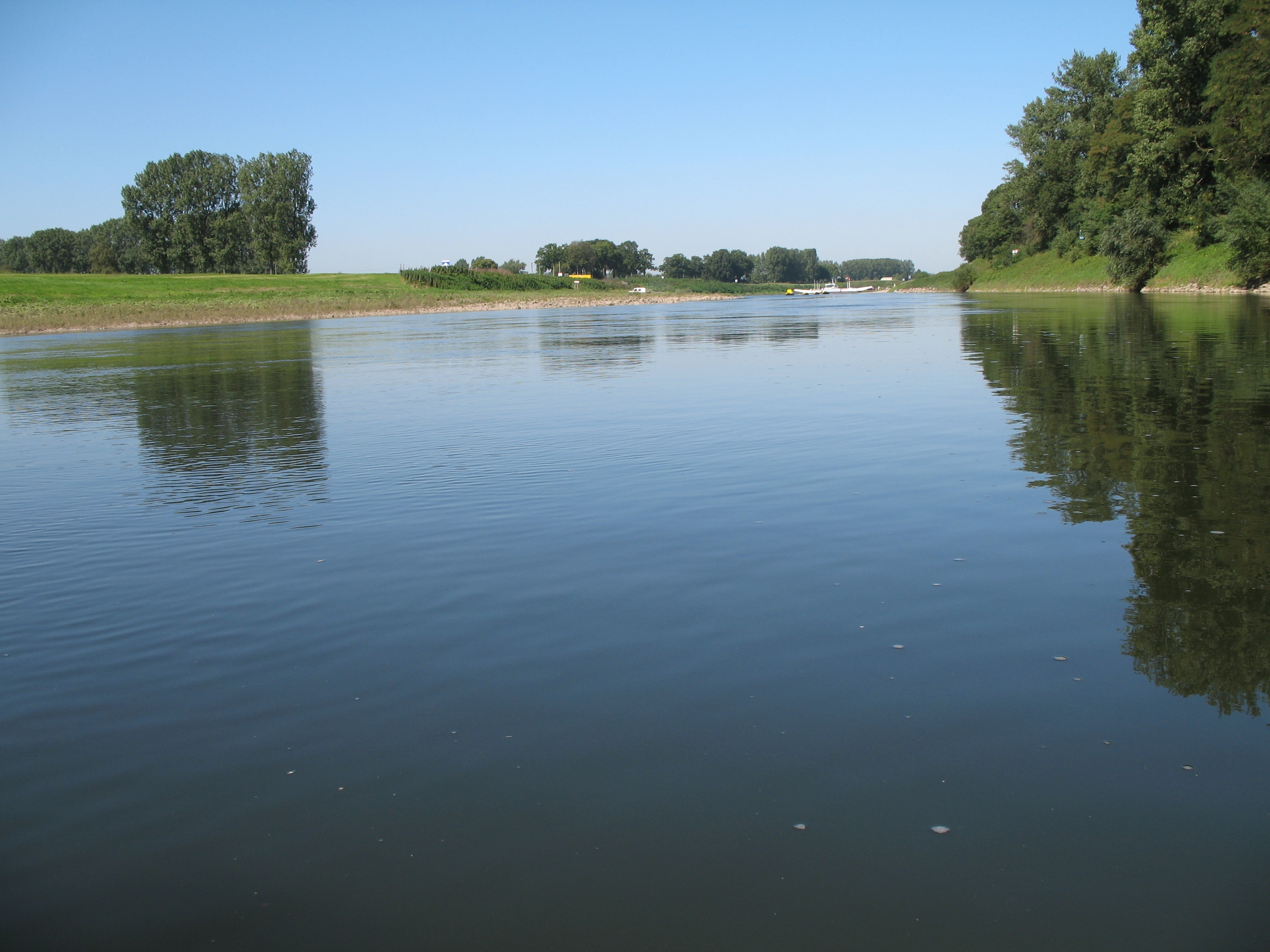
De Maas bij Meeswijk (B) en Berg (NL), enkele kilometers ten zuiden van de Danielsweerd

## Topografie en toponymie
De topografie en toponymie van dit historisch belangwekkende gebied binnen de driehoek Buchten-Roosteren-Maaseik werden mede door de grillen van Maas en diverse waterlopen bepaald.

### Grevenbicht
De oudste vermelding van Grevenbicht ('Grevenbiecht') stamt uit 1400. Volgens een recente opvatting is de naam ontstaan uit des greven Bucht / Bygt, wat betekende 'het aan de graaf (van Loon) behorende' bicht. Op oude landkaarten wordt de naam als ’s Grevenbucht’ (Jacob van Deventer 1536) geschreven of ’s Greven Bycht’ (Schroten 1573). Het nabij liggende Obbicht heeft hetzelfde grondwoord als Grevenbicht. Nadat twee gelijknamige nederzettingen waren ontstaan, aangeduid als Bicht of Biecht, werden ze met het voorvoegsel Op- en Greven- van elkaar onderscheiden. Bicht verwijst waarschijnlijk naar de oorspronkelijke ligging van de plaatsen bij een bocht in de Maas. Volgens anderen staat het naamdeel -bicht voor 'drassige, lage grond'. Ook de naam van het plaatsje Buchten (Limburgs: 'bichte') bij Born is daarvan afgeleid. (Voor de aanleg van het Julianakanaal en de verbeterde afwatering was de grond daar nog zeer drassig.) Volgens een recente opvatting is deze naam echter te verklaren als het (Nieuwnederlandse) 'bocht', in dialect bucht, wat betekende: ‘gesloten omheining’.

#### Heinsbergs, Guliks, Elsloos, Schoonvorsts, weer Heinsbergs en weer Guliks
In het begin van de veertiende eeuw was Grevenbicht een vrije heerlijkheid in het bezit van Godfried van Heinsberg. In de loop van die eeuw kwam dit Bicht met Heinsberg in bezit van de graaf van Gulik en ontstond de naam Grevenbicht. In 1472 zou 'een dochter van de graaf' de heerlijkheden Heinsberg en Grevenbicht als huwelijksgeschenk mee hebben genomen in haar echtverbintenis met hertog Willem van Gulik, voor zover deze informatie althans correct en eenduidig is. Om welke graaf het hier gaat wordt duidelijk uit een andere bron. Het was de vrouwe van Kessenich en Grevenbicht die rond 1330 deze goederen verkoopt aan Graaf Willem van Gulik. Deze geeft ze in 1335 in leen aan Oyst I van Born te Elsloo. Oyst I van Born stierf jong en zijn vrouw Katharina trouwde voor de tweede keer met Reinhard I Mascherel van Schoonvorst, heer van Schönforst, Valkenburg en Monschau (1308-1375). Na het kinderloze overlijden haar zoon van Oyst II vermaakte Katharina, weduwe van Oyst I, in 1361 onder meer Grevenbicht aan haar tweede schoonvader Reinier van Schoonvorst. Conrad I van Schoonvorst, halfbroer van Oyst II, wordt vervolgens (in 1374) heer van Elsloo, Bicht en Catsop. Tot 1453 zijn de heren van Schoonvorst heer van Grevenbicht. Daarna is de vrije rijksheerlijkheid Grevenbicht waarschijnlijk teruggevallen op de hertogen van Gulik en in het bezit gekomen van de heren van Heinsberg.
 Grevenbicht werd in 1524 door Gulik verpand aan de familie van Vlodrop, welke verpanding in 1567 weer werd ingelost. Door het terugbetalen van de pandsom werd de formele heer, de hertog van Gulik, weer de feitelijke heerser. Grevenbicht kwam onder het administratief beheer van de Gulikse ambtman van Born. De onderdanen van Grevenbicht bleven zich echter verzetten tegen het betalen van belastingen die door het ambt Born werden opgelegd.

De hertog van Gulik erkende in 1646 de vrijheid van Grevenbicht ten opzichte van het ambt Born. Kort daarna verkocht de hertog de heerlijkheid Grevenbicht (de grondheerlijke rechten, niet de soevereiniteit) aan Johan Arnold graaf van Leerodt. Grevenbicht bleef evenals de heerlijkheid Born (met Buchten, Holtum en Guttecoven) tot de Franse Tijd (1794) in bezit van de familie de Leerodt.
 

Het thans Belgische gehucht Booien (Boyen), ten westen van Grevenbicht, heeft vroeger tot de gemeente Grevenbicht behoord, maar is bij de Belgische afscheiding in 1839 aan België toebedeeld. In ruil daarvoor werd de buurtschap Daniëlsweerd (90 inwoners) van de Belgische gemeente Eelen bij Roosteren ingedeeld. In 1840 had de gemeente Grevenbicht 189 huizen met 951 inwoners, verdeeld over het dorp Grevenbicht 188/942 en de hoeve Danielsweerd 1/9.

#### Illikhoven en Visserweert
Illikhoven (waarmee de Danielsweerd aan de noordzijde verbonden is), en noordelijk daarvan Visserweert zijn van zeer oude oorsprong. Zij staan van oudsher in relatie met Susteren, en niet met Elen, Roosteren of Born. Uit een testamentaire beschikking in 732 van de heilige Adela, abdis van Pfalzel (D), dochter van koning Dagobert II blijkt, dat zij reeds voordien - omstreeks het jaar 705 – het gebied genaamd “Insula” geschonken heeft aan haar zoon, de heilige 
Alberic, de latere bouwheer der abdij van Susteren. Dit is het op oude kaarten aangegeven eiland (Insula piscatorum), alsmede het huidige Illikhoven. De geschiedenis van Daniëlsweert, oorspronkelijk binnen de driehoek Buchten-Roosteren-Maaseik een tweede eiland in de Maas naast de Visserweert, was een andere.
Enkele decennia geleden werden bij opgravingen te Illikhoven archeologische vondsten gedaan waarvan men aanneemt dat ze afkomstig zijn van een Romeinse wachtpost. Vermoedelijk is het gebied van oudsher strategisch van belang geweest.
De namen Illen Camp en Illikhoven kunnen afgeleid zijn van een eigennaam Hillen of Hillin, maar ook is een andere afleiding mogelijk: van Aljo(n) (woning van Allio(n)) + hoven (> Elen-hoven).

#### Kingbeek
De Kingbeek is een bronbeek die bij Nattenhoven ontspringt aan de voet van de steilrand tussen het midden- en laagterras van de Maas. Van bron tot monding loopt de Kingbeek over een afstand van 7 kilometer vrijwel parallel aan de Maas. Op diverse plaatsen bepaalde de loop van de Kingbeek de grenzen tussen de voormalige gemeenten Grevenbicht, Obbicht en Papenhoven, Born en Roosteren. In het verleden heeft de beek het bewoningspatroon van de dorpen sterk beïnvloed.
In het meetboek van Buchten uit 1705 heet de ‘Kingbeek’ ‘Keinckbeck’ en op de kadasterkaart ‘Kinsbeek’. Volgens Louis Broekmeulen dankt de beek zijn naam vermoedelijk aan de rondtrekkende handelaars, kinken of teuten, die met kleine paardjes met twee zadeltassen ‘quincaille’ (metalen potten en pannen) aan de man brachten. De kinken gebruikten meestal dezelfde routes. Ook graan en kolen werden door de kinken vervoerd, onder meer naar Maaseik.
In het buitengebied noordelijk van Papenhoven is de beek een fraaie meanderende waterloop, die bij Koeweide door een uniek kronkelwaardengebied stroomt, om zuidelijk van Visserweert uit te monden in de Maas. Deze waterloop werd per schop omgelegd naar een oude Maasloop om de veiligheid te gewaarborgen. Sommige van de oude waterlopen werden gebruikt om de Kingbeek stroomafwaarts te verleggen, zodat een voor Papenhoven en Grevenbicht veiliger situatie ontstond.

#### Boyen

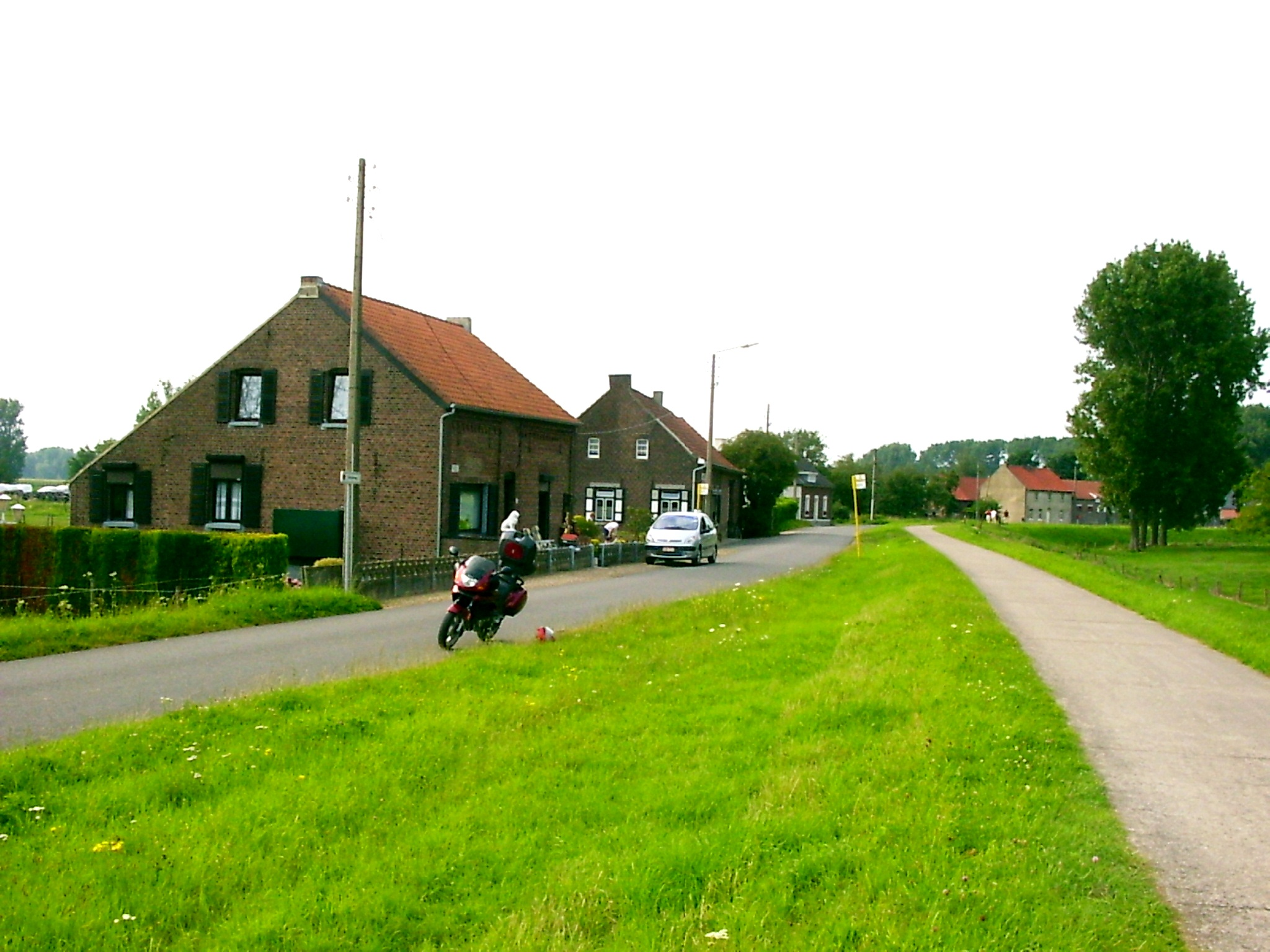
Boyen (2004)

Iets verder stroomopwaarts werd in het verleden een complete dorpsburcht door de Maas weggespoeld, waarbij een groot deel van het huidige Obbicht wegspoelde en een ander gedeelte van Obbicht, genaamd Boyen, ten westen van de huidige Maas kwam te liggen. Dit vormt nu als Booien een gehucht van het Belgische Stokkem.

#### Horis
Op een andere plek in deze omgeving, minder dan een kilometer van de Danielsweert vandaan, lag de Horisserweerd. In de ambtsrekeningen van het ambt Born uit het jaar 1658 komt onder Grevenbicht deze weert als verpacht gebied voor.
Hier heeft in vroeger dagen het gehucht Horis gelegen, waarschijnlijk aan de huidige Horrisenweg (ten noorden van Schipperskerk).
Een voormalige rivierarm bij Grevenbicht heette 'den Dries'. Dit duidt op braakliggend grasland, dat in veel dorpen voor algemeen gebruik bestemd was. ‘Den Dries’ was een moerassig gebied met veel waterpoelen en talrijke paadjes. Grevenbicht had vroeger nog een andere dries, namelijk ‘Horis’, wat ‘hoge dries’ betekent en wat noordelijker was gelegen. Bij dat grasland lag het gehucht ‘Horis’ op de plaats waar nu de Maas stroomt. Het werd in de loop der tijd geleidelijk weggespoeld door de Maas en in het midden van de achttiende eeuw ten slotte definitief verzwolgen.

#### ElenenHeppeneert
Heppeneert, op de Belgische linker Maasoever tegenover Visserweert gelegen, is een  katholiek bedevaartsoord bij Elen, waar rampen als de voornoemde in herinnering werden gehouden. Het daar vereerde laat-Middeleeuwse beeldje van Onze-Lieve-Vrouw van Rust (deel van een altaarstuk) zou bij een rampspoedige overstroming van de Maas in het dorp Elen zijn aangespoeld. Dit werd als een mirakel beschouwd. Bij die plaats in Elen bestond al in 1136 een kapel en de daar gelegen versterkte hoeve werd de Kapellerhof genoemd (Hof aan die Capelle). Het beeldje werd in die kapel geplaatst. In 1706 werd de pachthoeve met landerijen waartoe de kapel behoorde, verkocht aan de Kruisheren te Maaseik. In de Franse tijd is het door de kruisheren van Maaseik naar het naburige Heppeneert overgebracht, alwaar vervolgens een enorme devotie op gang is gekomen.